# Libertia tricocca
Libertia tricocca är en irisväxtart som beskrevs av Rodolfo Amando Philippi. Libertia tricocca ingår i släktet Libertia och familjen irisväxter. Inga underarter finns listade i Catalogue of Life.